# 索菲娅·马贝里斯
索菲娅·马贝里斯（瑞典語：Sofia Mabergs，1993年4月9日—），瑞典女子冰壶运动员。她曾代表瑞典获得2018年冬季奥运会女子冰壶比赛金牌。她的哥哥帕特里克（Patric）同样也是冰壶选手。